# Янежовці
Янежовці (словен. Janežovci) — поселення в общині Дестрник, Подравський регіон‎, Словенія.